# Spathipheromyia atra
Spathipheromyia atra är en tvåvingeart som beskrevs av Malloch 1934. Spathipheromyia atra ingår i släktet Spathipheromyia och familjen husflugor. Inga underarter finns listade i Catalogue of Life.